# Ringstand

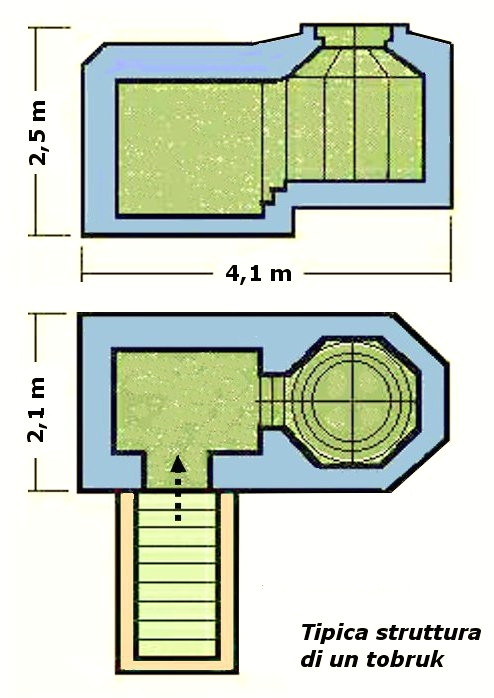
Typischer Ringstand

Ringstände, umgangssprachlich auch 'Tobruk',  sind feldmäßige verstärkte Regelbauten, die während des Zweiten Weltkriegs deutscherseits konstruiert wurden. Sie wurden in großer Zahl hauptsächlich am Atlantikwall, dem Westwall und an der Festungsfront Oder-Warthe-Bogen errichtet. Auch in Südostpolen im Krakau-Tschenstochauer Jura wurden im Bereich der Burg Ogrodzieniec zur Abwehr sowjetischer Angriffe im Jahr 1944 Ringbunker angelegt. 
Es wurden verschiedene Typen für die Aufnahme von MG, Granatwerfern, Kampfwagentürmen und kleineren Geschützen konstruiert. Allen Ringständen ist das 360° umfassende Schussfeld gemein, dies unterscheidet sie von Schartenständen.

## Hintergrund

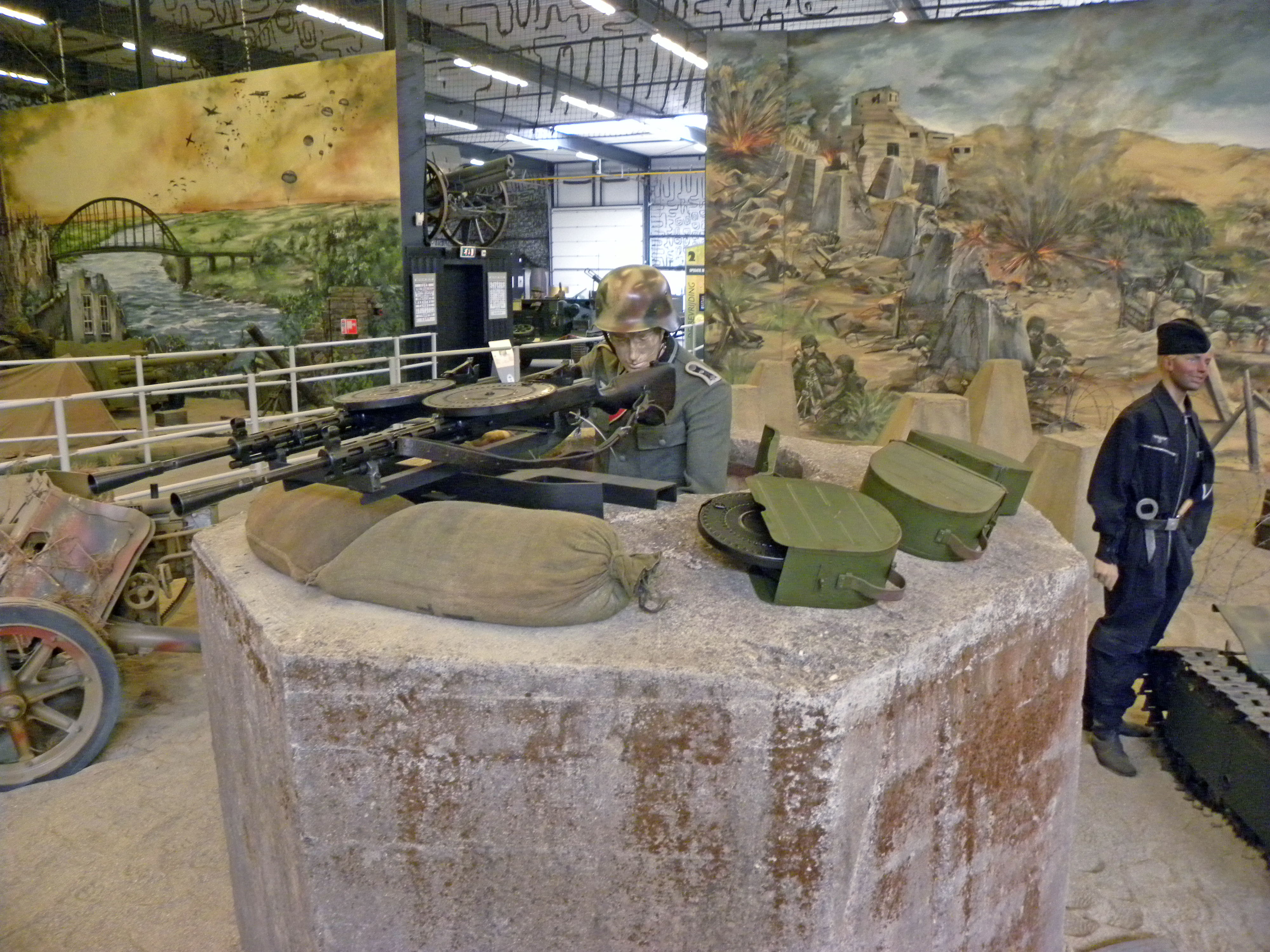
Ringstand im Museum Overloon

Vor Beginn des Zweiten Weltkrieges herrschte die Auffassung vor, dass es auch in einem künftigen Krieg möglich sein würde, Festungslinien zu errichten und erfolgreich zu halten. Die Erfahrungen des Ersten Weltkriegs wirkten nach, und die Idee des bestmöglichen Schutz vor einem Dauerbeschuss mit Artillerie beherrschte die Konzepte der Festungsbaus. Der Blitzkrieg von 1940 und die Erfahrungen des Angriffskrieges auf die Sowjetunion zeigten, dass Befestigungen und Feldstellungen zu einer Rundumverteidigung in der Lage sein mussten. Dies konnte mit Schartenständen und Stahlglocken mit Schießluken nicht erreicht werden, da immer eine Annäherung aus einem toten Winkel möglich war.
In der nordafrikanischen Kolonie Italiens, Libyen, lag mit dem Tiefseehafen von Tobruk der einzige mit größeren Schiffen erreichbare Versorgungspunkt an dieser Küste in jener Zeit. Nur ca. 200 km entfernt von der libysch-ägyptischen Grenze gelegen, war damit diese Hafenstadt, in der nur 2.000 Menschen lebten, von besonderer strategischer Bedeutung. Die italienischen Streitkräfte waren sich dessen sehr bewusst und hatten einen 50 km langen Verteidigungsring in etwa 15 km Entfernung vom Stadtzentrum angelegt, der zahlreiche nach oben offene Kleinbunker enthielt. Nachdem die Commonwealth-Streitkräfte nach dem italienischen Angriff auf Ägypten in einer Gegenoffensive die Stadt und den Festungsring 1941 einnahmen, war das Deutsche Afrika-Korps und die italienische Armee für 230 Tage nicht in der Lage, Tobruk und seinen Festungsring einzunehmen. Die Commonwealth-Truppen nannten den dort vorgefundenen italienischen Bunkertypen, Tobruk-Bunker.
Der deutsche Festungsbau griff diesen Bautypen auf und es entstand der Regelbau der Bauform 58.

## Aufbau

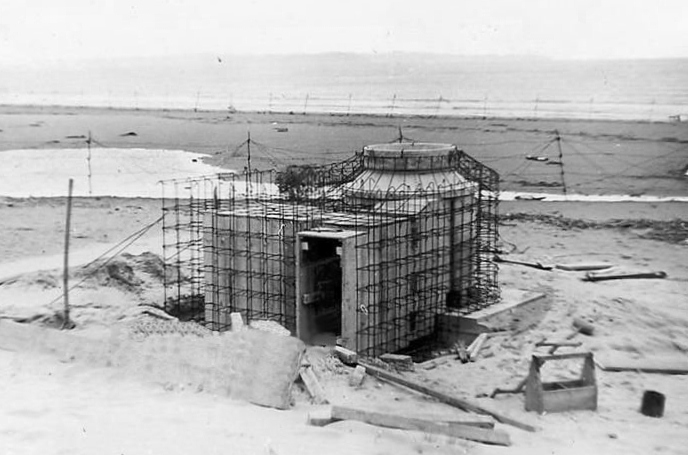
Ringstand im Bau

Ein Ringstand besitzt einen kleinen, nach oben geöffneten Kampfraum, der durch wenige Stufen von einem Unterstandsbereich, welcher als Lagerplatz für Munition und Aufenthaltsraum für die Besatzung dient, zu erreichen ist. In der Regel wurde die Oberseite der Bunker abschließend mit dem Terrain eingebaut. Da der Eingang an der Seite des Bunkers war, war der Zugang nur über Laufgräben und Böschungen möglich. Für MGs wurden am Rand der Öffnung runde Drehkränze und für Granatwerfer eine runde Schiene angebracht. Für den Einsatz mit Granatwerfern bei Vf58-c wurden die Stellungen mit zylindrischen Betonsockeln für die Fußplatte des Werfers eingebaut. In der Regel besaßen die Ringstände keine Gitter oder Türen, sodass sie nicht gasdicht waren und die Besatzung der Witterung ausgesetzt war.

## Typen
Auszug aus dem Luftschutzbunker-Forum:
- VF 8 für leichte Infanteriewaffen oder Beobachter
- Bauform 58-c (Regelbau 201) für leichte Infanteriewaffen oder Beobachter
- Bauform 58-d (Regelbau 201) für leichte Infanteriewaffen oder Beobachter
- Ic 116 „Schwere Tobruk“ für MG
- Bauform 59-a für sechs Mann mit Ringstand
- Bauform 61-a für festen 5-cm-Granatwerfer 210 (f) in Rundumfeuerlafette 950 S 6
- Bauform 64-d für mittleren Flammenwerfer oder MG
- Bauform 65-a für 5-cm-Kwk. L/42 oder 5-cm-Kwk. 39 L/60 in leichter Sk.L.
- Bauform 66 für 5-cm-Kwk. mit Unterstand
- Bauform 67 für F.Pz.DT
- Bauform 68 für 3,7 cm Panzerabwehrwerfer
- Bauform 69 für Granatwerfer 34
- Bauform 70 für 2 cm Flak 38 in Panzerdrehhaube 857 P 7
- Bauform 71 für 15,2-cm-Kanone.H. 433  auf Drehbettung
- Bauform 72 für 10,5-cm-Kanone 331 auf Drehbettung
- Bauform 73 für 10,5-cm-Kanone 332 in mittlerer Sk.L. IV
- Bauform 74 für 10,5-cm-Kanone 332 auf Drehbettung
- Bauform 75 für Lichtsprechgeräte 60/50 und 80/80
- Bauform 76 für Lichtsprechgerät 250/130
- Bauform 77 für MG 34 oder 42 in MG-Drehhaube 4007 oder 4010
- Bauform 79 für 12 cm s.Gr.W. 42/2
- Bauform 80 für 2-cm-Flak 30 oder 38
- Bauform 81 für 10,5 cm K 338  auf Ringbettung
- Bauform 83 für 7,5-cm-Flak 264 oder 266
- Bauform 84 für 8,8-cm-Pak 43

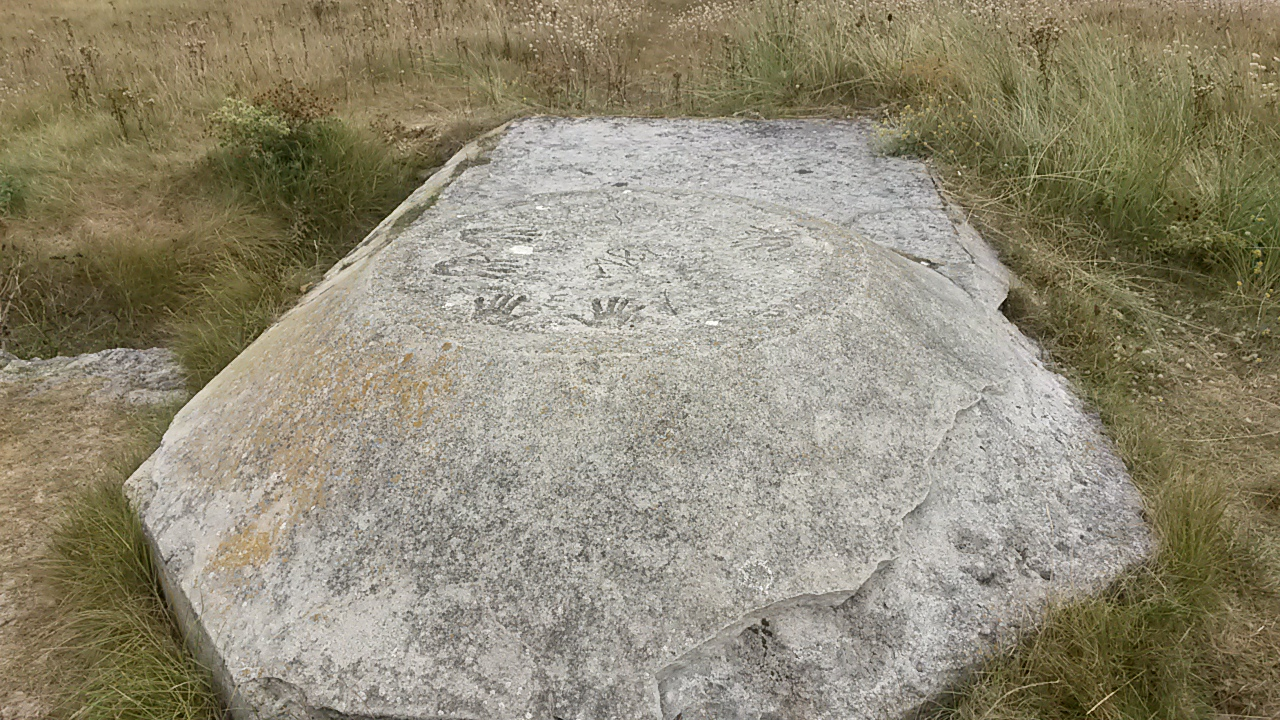
Zubetonierte Geschützstellung „Tobruk“ bei Landéda, Frankreich
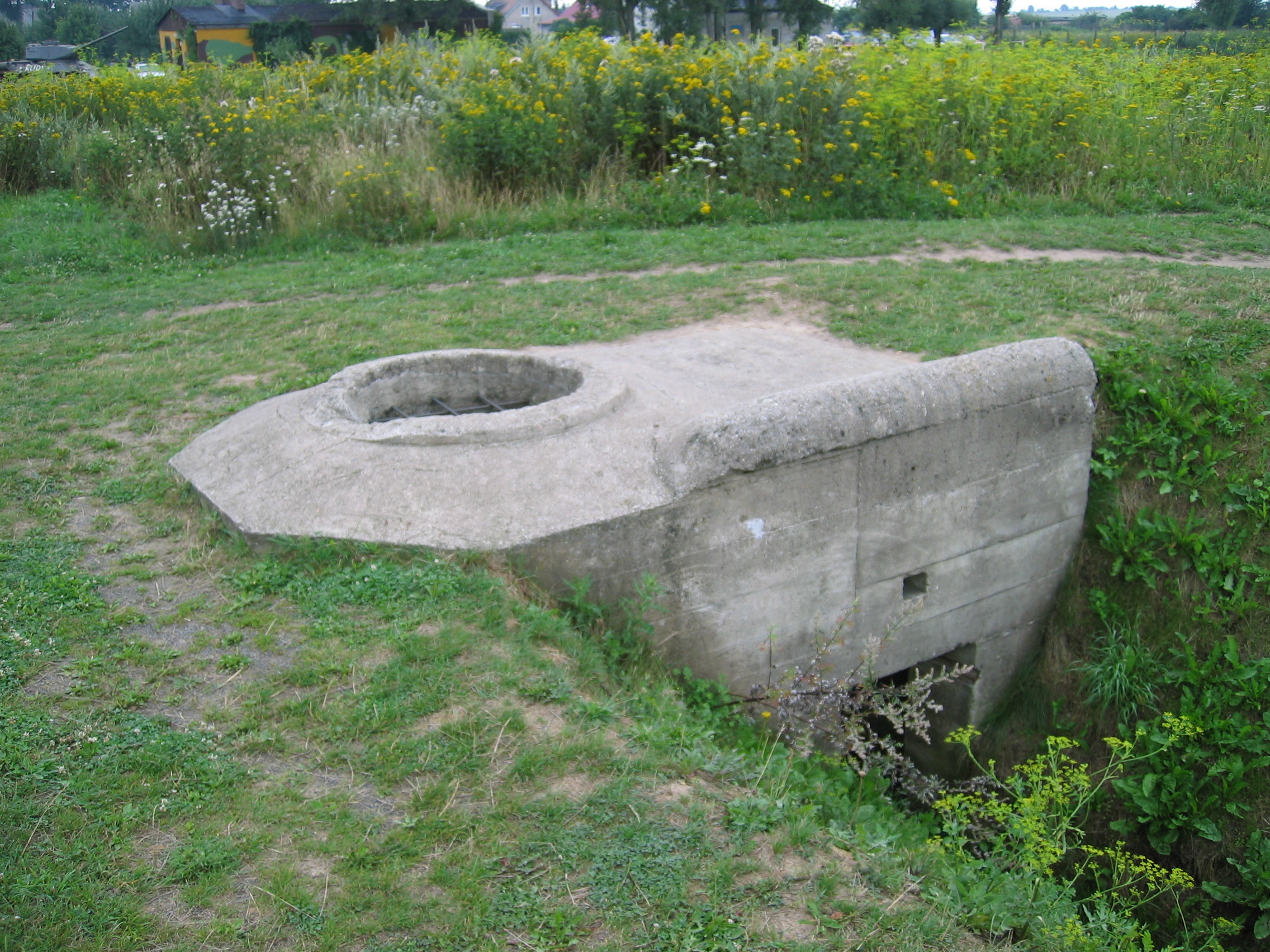
Ein Regelbau 58-c am Ostwall
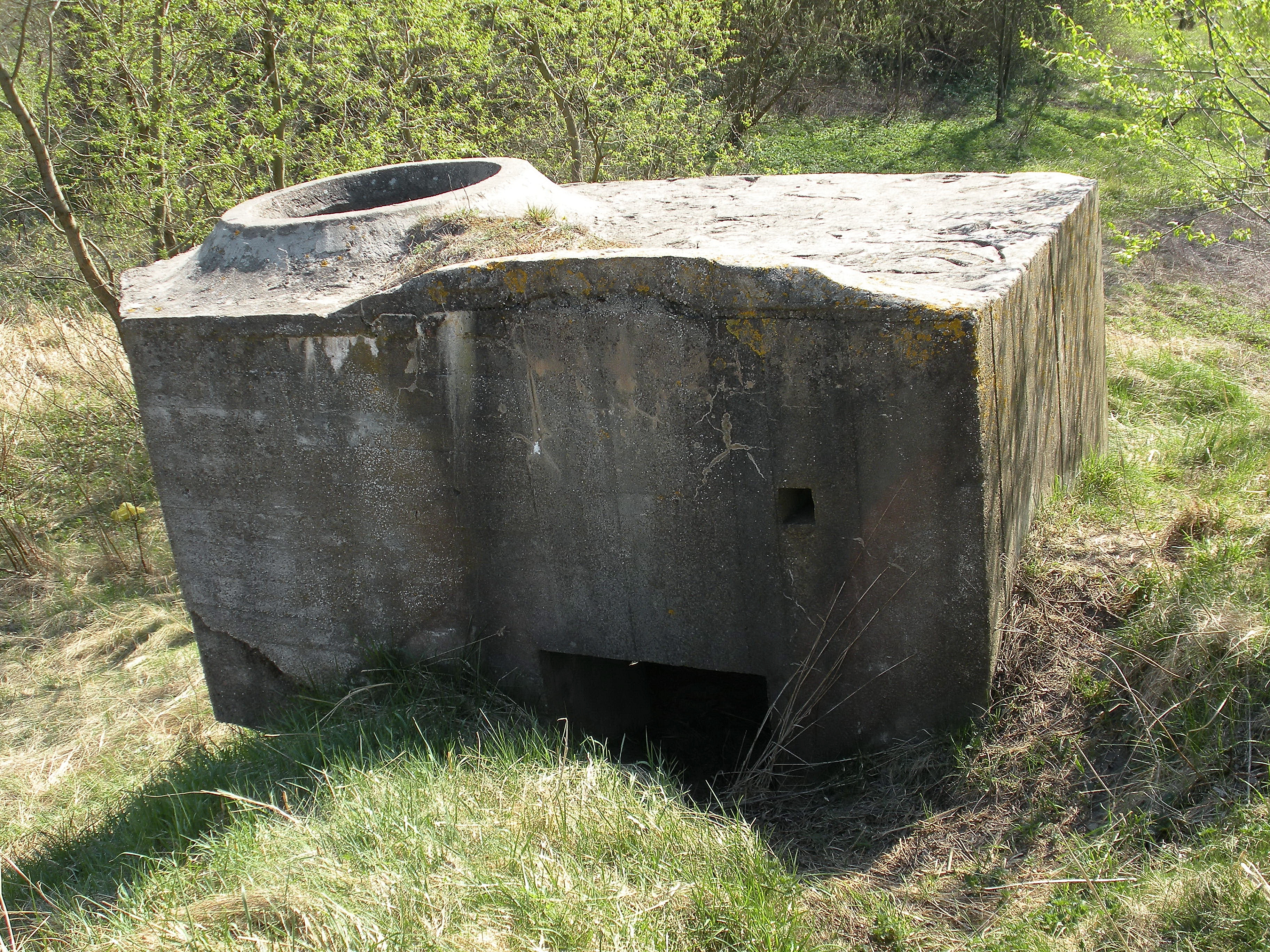
Größtenteils freigelegter Regelbau 58-c in Lettland
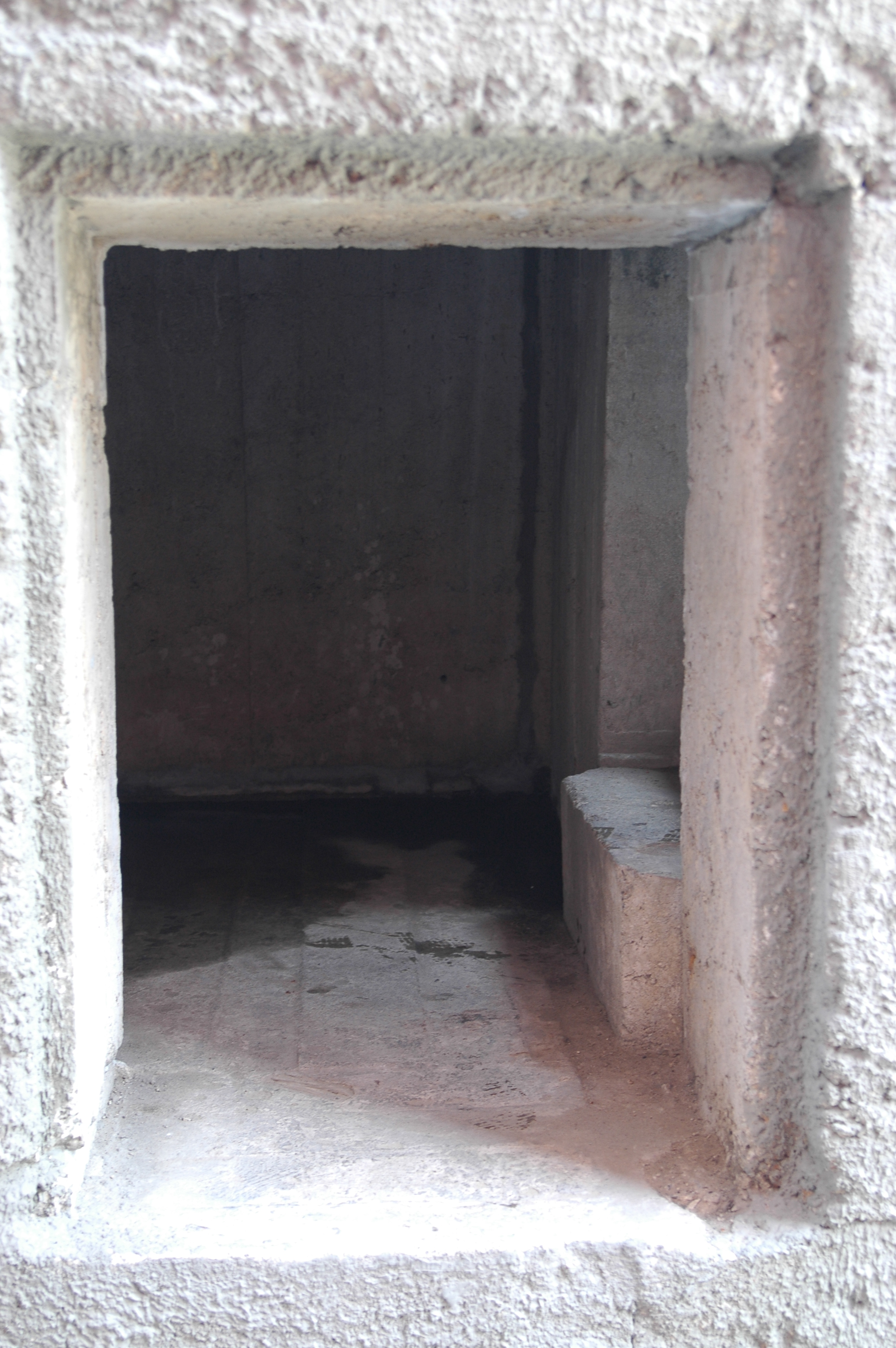
Unterstands- / Eingangsbereich
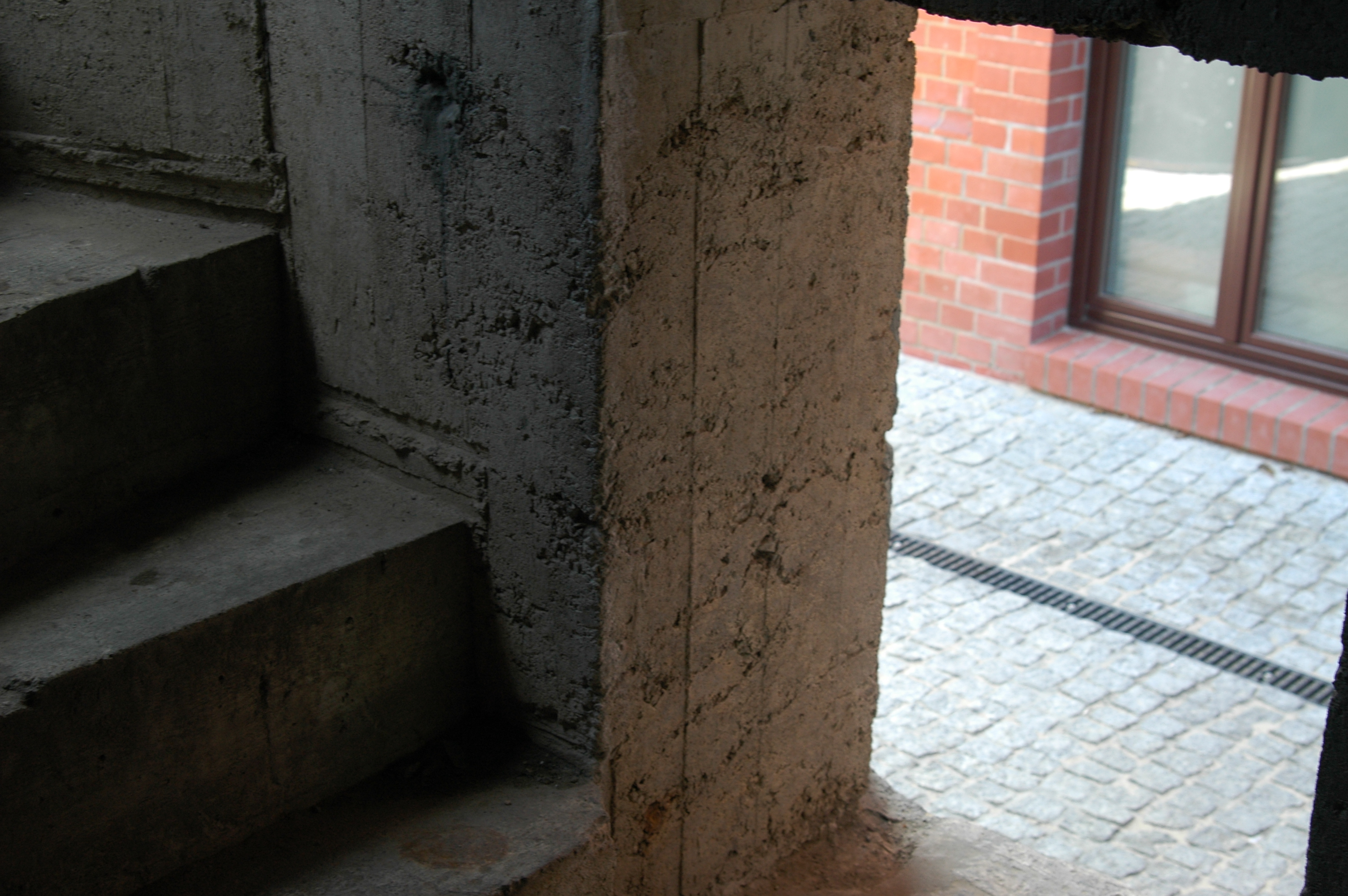
Blick aus dem Unterstandsbereich
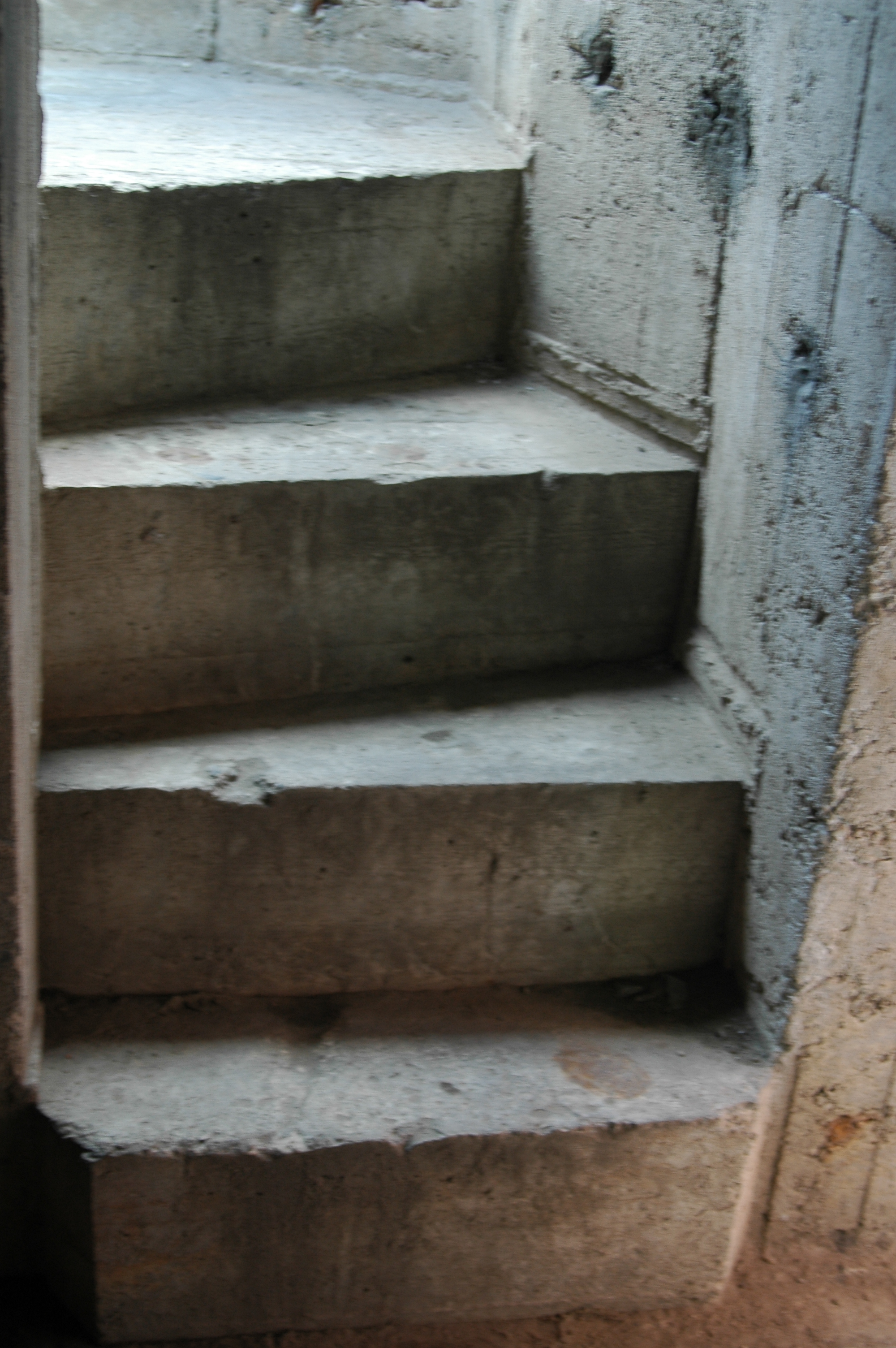
Treppe zum Kampfraum
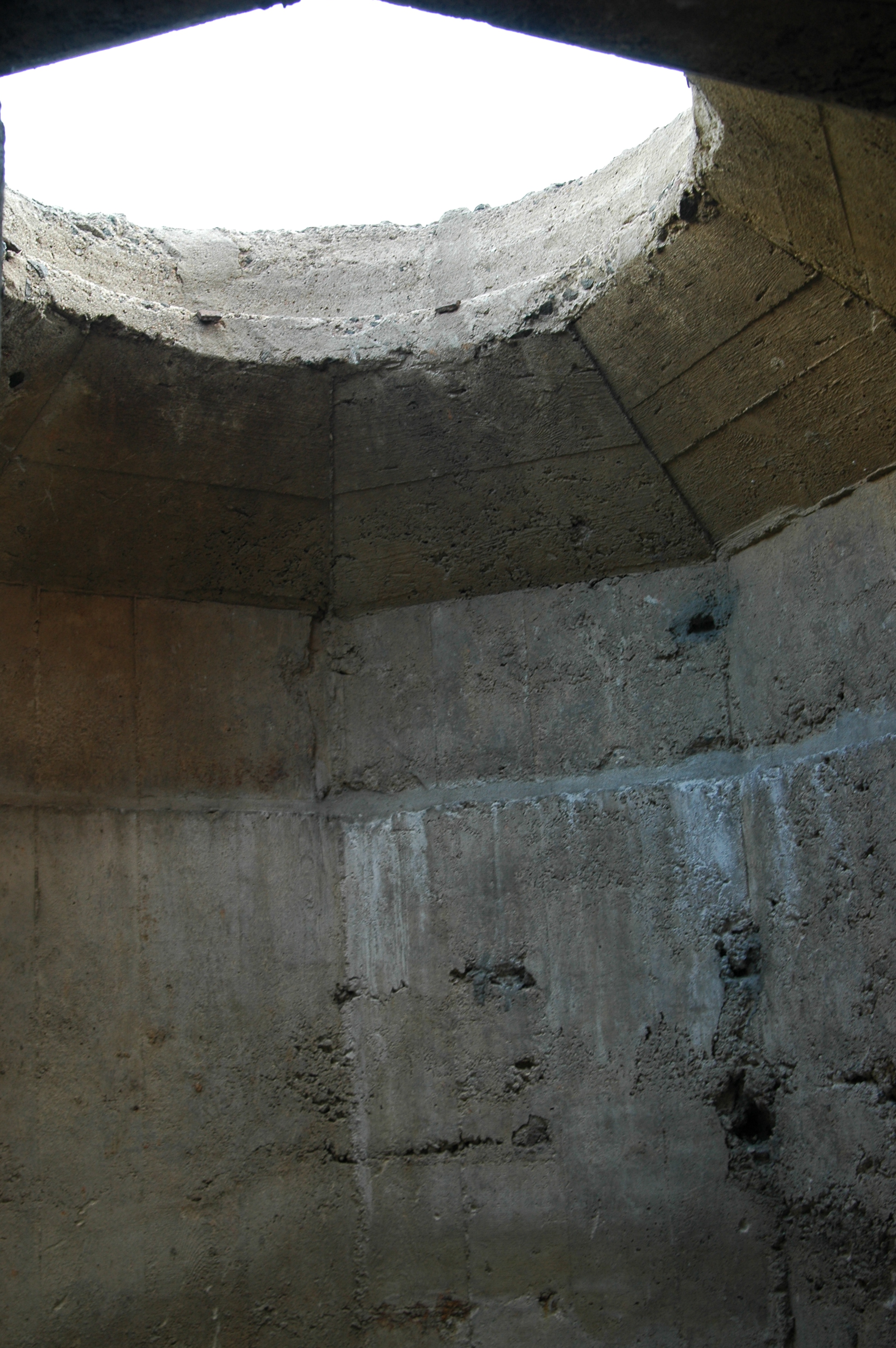
Blick von unten in den Kampfraum, der MG-Drehkranz ist entfernt
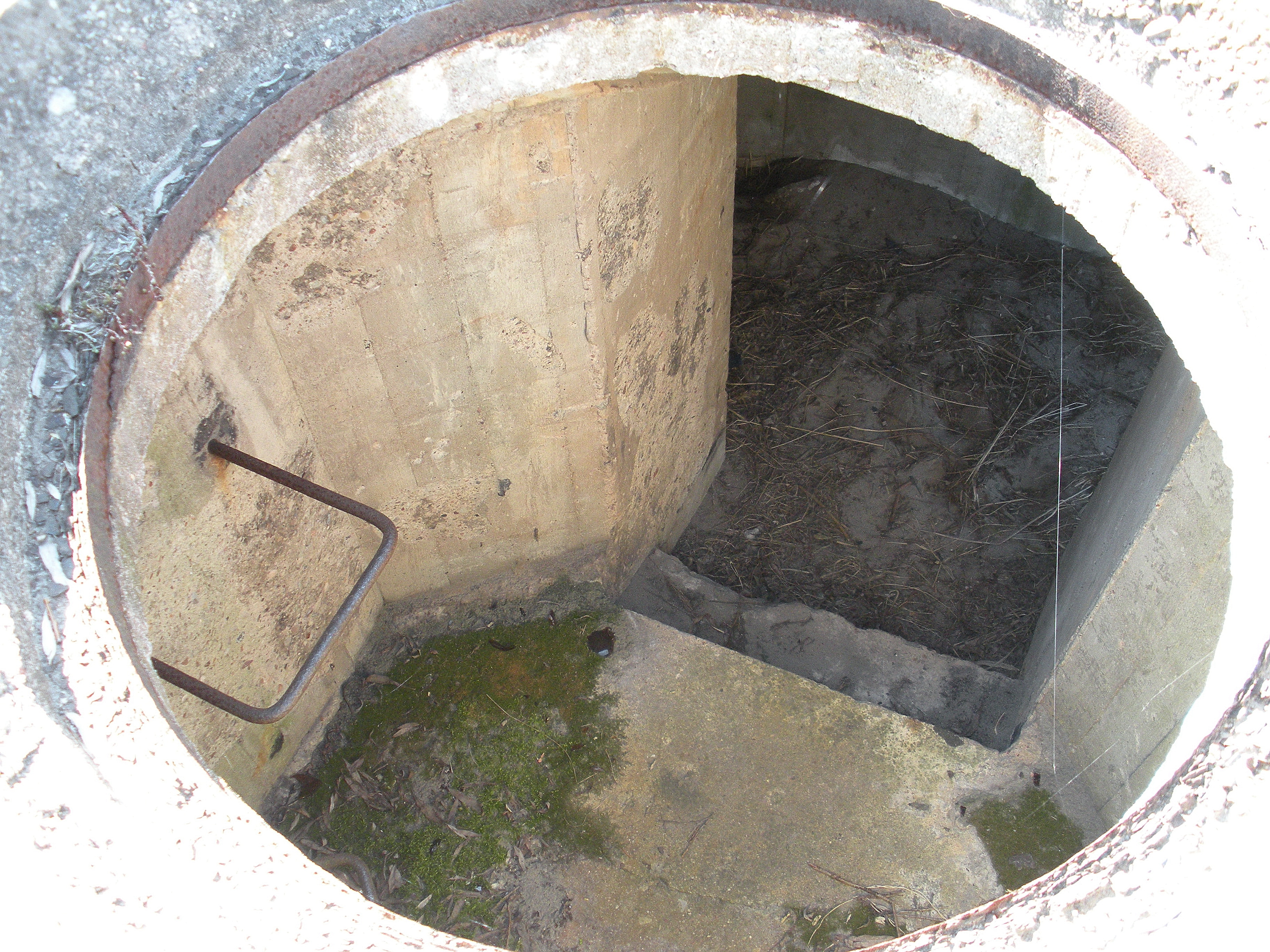
Blick von oben in den Kampfraum, der MG-Drehkranz ist entfernt

## Einsatzgebiete der Ringstände
Ringstände wurden auf verschiedene Weise in die jeweiligen Verteidigungskonzepte eingebunden. Sehr häufig war der Einsatz an Flanken und in Lücken zwischen den Verteidigungssystemen des Atlantikwalls und des Westwalls (siehe zum Beispiel Maas-Rur-Stellung).
An der Festungsfront Oder-Warthe-Bogen wurden sie als ergänzende Nahverteidigungsanlagen der Großkampfanlagen errichtet. Des Weiteren wurden Rundstände in andere Regelbauten als kampfwertsteigernde Maßnahme eingebaut. Auch die U-Boot-Bunker der deutschen Kriegsmarine wurden in ihrem Umfeld oder am Bunker selbst mit Ringständen ausgerüstet.